# Municipio de West Lincoln (Illinois)
El municipio de West Lincoln (en inglés: West Lincoln Township) es un municipio ubicado en el condado de Logan en el estado estadounidense de Illinois. En el año 2010 tenía una población de 7685 habitantes y una densidad poblacional de 77,55 personas por km².

## Geografía
El municipio de West Lincoln se encuentra ubicado en las coordenadas 40°10′52″N 89°26′2″O / 40.18111, -89.43389. Según la Oficina del Censo de los Estados Unidos, el municipio tiene una superficie total de 99.09 km², de la cual 98,65 km² corresponden a tierra firme y (0,45 %) 0,45 km² es agua.

## Demografía
Según el censo de 2010, había 7685 personas residiendo en el municipio de West Lincoln. La densidad de población era de 77,55 hab./km². De los 7685 habitantes, el municipio de West Lincoln estaba compuesto por el 95,58 % blancos, el 1,47 % eran afroamericanos, el 0,2 % eran amerindios, el 0,79 % eran asiáticos, el 0,42 % eran de otras razas y el 1,55 % eran de una mezcla de razas. Del total de la población el 2,06 % eran hispanos o latinos de cualquier raza.